# Monument d'Auvours
Le Monument d'Auvours est situé sur le plateau d'Auvours dans la commune d'Yvré-l'Évêque dans le département de la Sarthe, en France. Ce monument  érigé sur le lieu des combats commémore et honore les soldats des différentes unités de la deuxième armée de la Loire morts durant la bataille du Mans (1871) et plus particulièrement lors de la charge du plateau d'Auvours par la division de l'armée de Bretagne du général Auguste Gougeard le 11 janvier 1871, pendant la guerre franco-allemande de 1870. Une centaine de militaires morts dans ce combat ainsi que le général Gougeard y sont inhumés.

## Histoire
Sous l'impulsion de Monseigneur Charles Fillion évêque du Mans et de l'évêque de Saint-Brieuc et Tréguier, la commission du monument d'Auvours est constituée. Elle est formée de différentes personnalités laïques et ecclésiastiques telles que : Monseigneur Charles Fillion, Auguste Guays des Touches de Laval, le baron de Laborde maire d'Yvré, Martin ingénieur en chef du département, Richard ancien maire du Mans, le vicomte de la Touanne lieutenant-colonel des Mobiles de la Sarthe, l'abbé Chevreau Vicaire général, l'abbé Baissin curé de la cathédrale, l'abbé Deslais curé de la Couture, l'abbé Albin chanoine, l'abbé Pichon  secrétaire de l'Évêché, l'abbé Lochet.
Chargée d'élever un monument commémoratif et de désigner son emplacement, elle organise un concours et doit se prononcer sur dix-sept projets proposés assistée de trois hommes de l’art: MM. Bouché, Duguasseau et Hucher. Le dossier retenu est celui de Henri Maréchal, architecte au Mans. M. le comte d'Andigné de Resteau offre le terrain au diocèse. M. le baron de Laborde, maire d'Yvré, et Mme de Laborde recueillent à Paris de nombreuses souscriptions, elles complètent les contributions des départements de la Sarthe, des Côtes-du-Nord, de la Mayenne et du Nord .

### Construction
Les travaux sont exécutés en 1873 par M. Omnès, tailleur de granit à Kersanton (Finistère), et Pichard fils, entrepreneur au Mans, sous la surveillance de M. Barillier, conducteur des ponts et chaussées au Mans et la direction d'Henri Marechal. Les soldats inhumés sur différents points de la commune sont transférés aux frais de l'État dans une crypte sous le monument,.

## Description
Ce monument est caractéristique de ceux érigés pour la guerre franco-allemande de 1870 : il est situé sur le site de l'assaut et honore les unités de ce combat. Ce monument se compose d'une pyramide tronquée de treize mètres de haut en granit de Brest terminée par une croix, reposant sur une base représentant quatre sarcophages. Au-dessous de l'édifice se trouve une crypte où sont inhumés les ossements recueillis dans les différents lieux de sépulture autour du champ de bataille. L’inscription sur la face antérieure est : « Dieu et la Patrie, aux soldats tombés dans la bataille du Mans », sur la face postérieure : « Combat d'Auvours 11 janvier 1871 ».

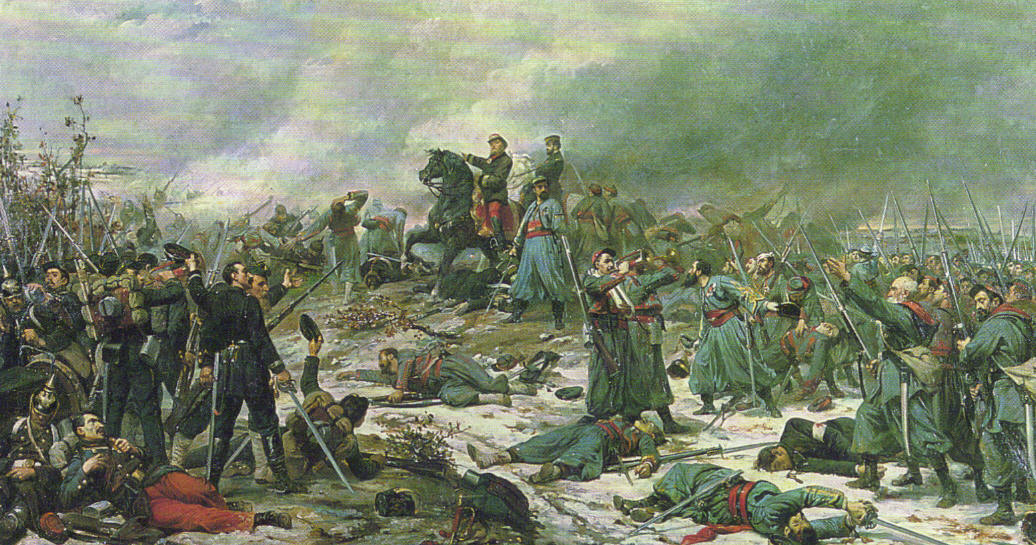
Bataille d'Auvours, par Lionel Royer (1852-1926)

Au pied du monument se trouve la tombe du général Auguste Gougeard (1827-1886), général de division de l'armée auxiliaire à l'Armée de la Loire qui conduit la charge des troupes françaises sur le plateau et qui, selon son désir, est inhumé sous le monument à sa mort en 1886,. À la suite de son action héroïque « où il eut son cheval percé de 6 balles » ce dernier est nommé au titre de commandeur de l'ordre national de la Légion d'honneur sur le champ de bataille,.
La division Gougeard est composée de quelques éléments du 17e corps du général de Sonis, du 10e chasseurs, de Zouaves pontificaux dit Volontaires de l'Ouest du commandant de Charette, de Francs-Tireurs, de bataillons de Mobiles des Côtes-du-Nord, Mayenne et de Loire-Inférieure, de légions mobilisées de Nantes, Saint-Nazaire et Rennes, soit environ deux mille hommes opposés aux troupes prussiennes du Prince Frédéric-Charles.
La dalle est surmontée d'une plaque en marbre du Souvenir Français : où l'on peut lire l'inscription : « Ici sont inhumés une centaine de combattants français et allemands ». « Au général Gougeard inhumé ici selon son désir le 18 mars 1886, hommage des volontaires de l'ouest qu'il conduisit à la charge du plateau d'Auvours le 11 janvier 1871, pour Dieu et la patrie ». Sur chaque face une plaque évoque l'hommage des mobilisés, respectivement de l'Ille-et-Vilaine, de la Loire Inférieure et des Côtes du Nord, à leurs camarades morts.
L'abbé Fernand Duval, à l'époque infirmier volontaire sur le champ de bataille, devenu l'officiant de la paroisse d'Yvré-l'Évêque en 1909 fait ériger une croix 460 mètres en contrebas en 1910 à la mémoire des Zouaves pontificaux tombés sur cette butte à l'emplacement où ils avaient été inhumés avant de rejoindre le caveau sous le monument,.

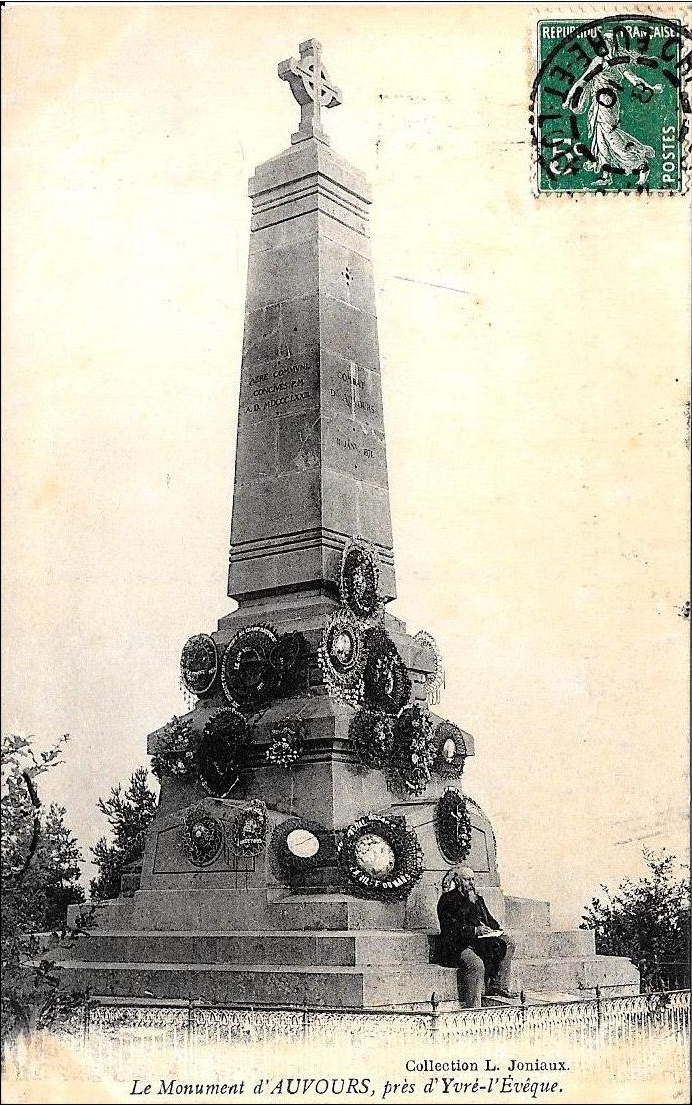
Le Monument d'Auvours, circa 1900
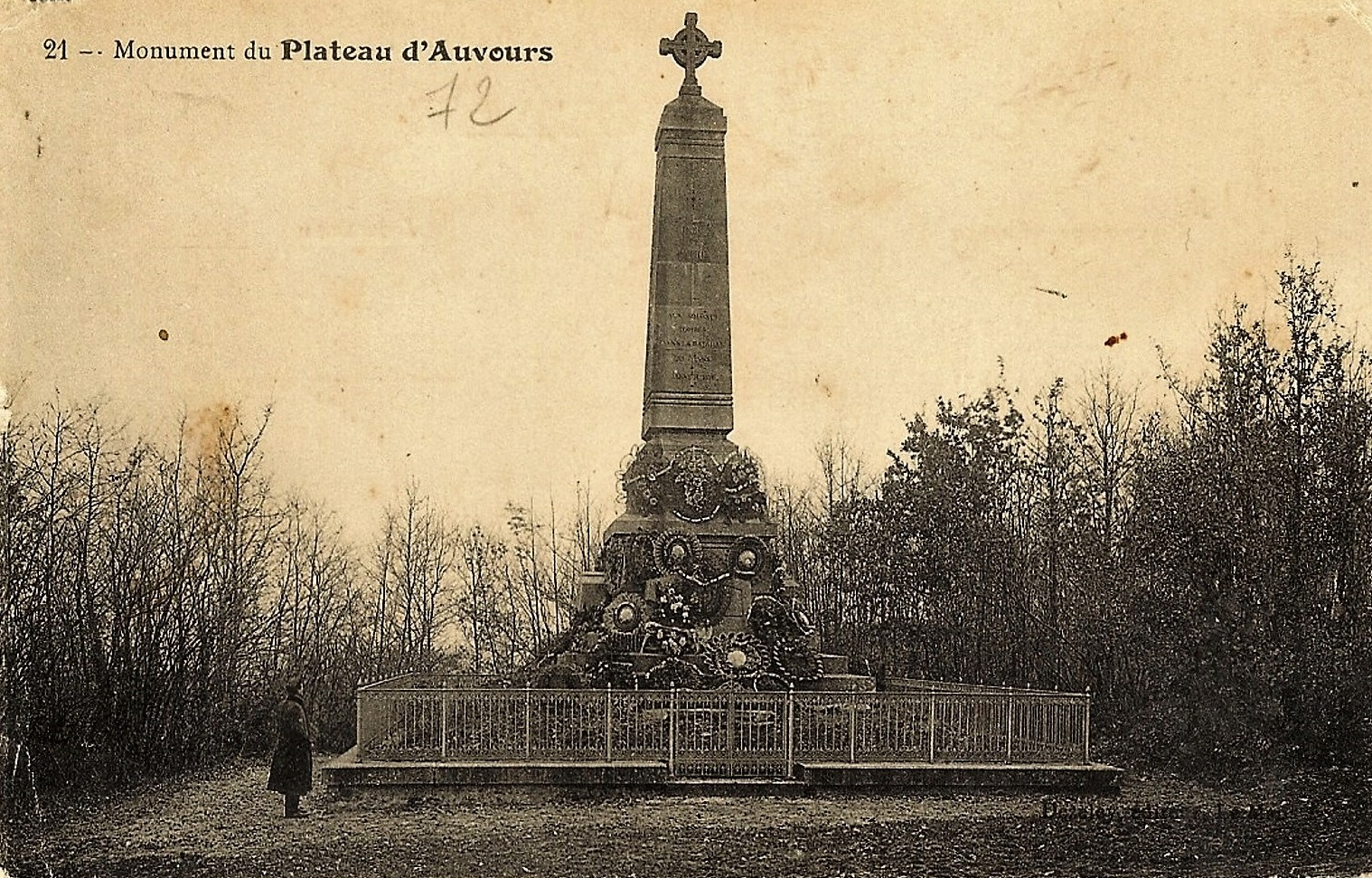
Monument du plateau d'Auvours, circa 1900
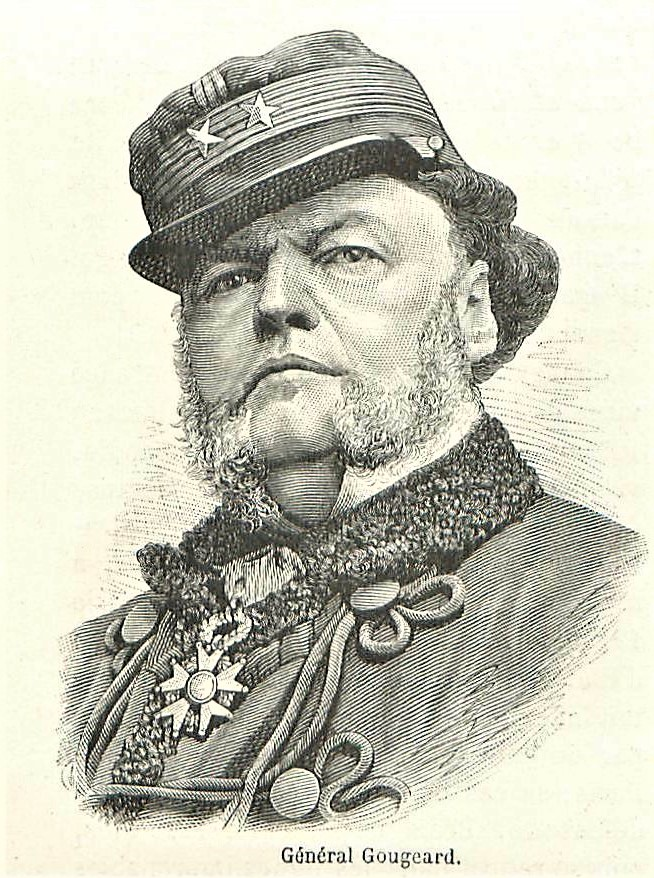
Auguste Gougeard, général de division

Le monument en 2022
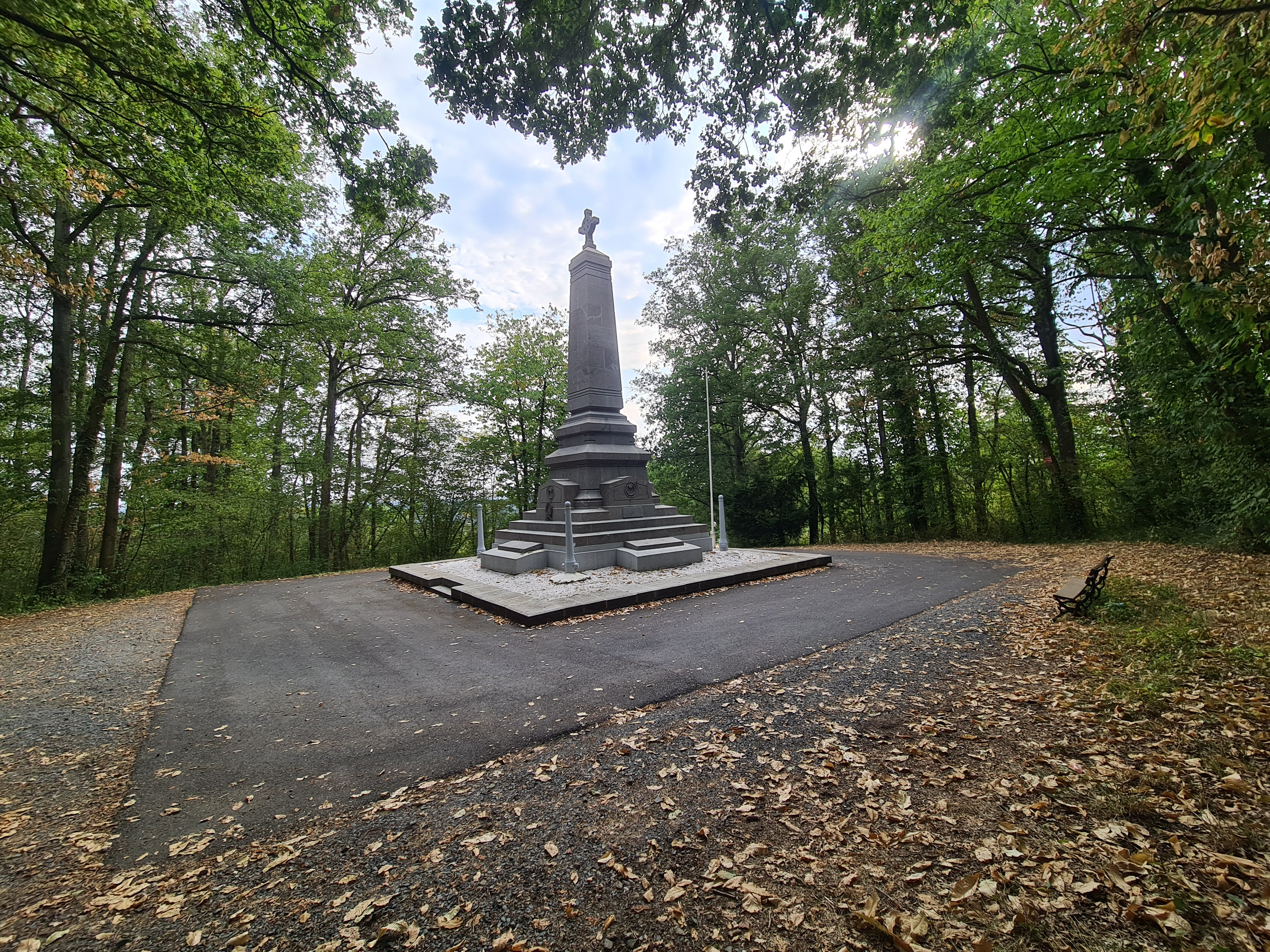
Le site de la butte
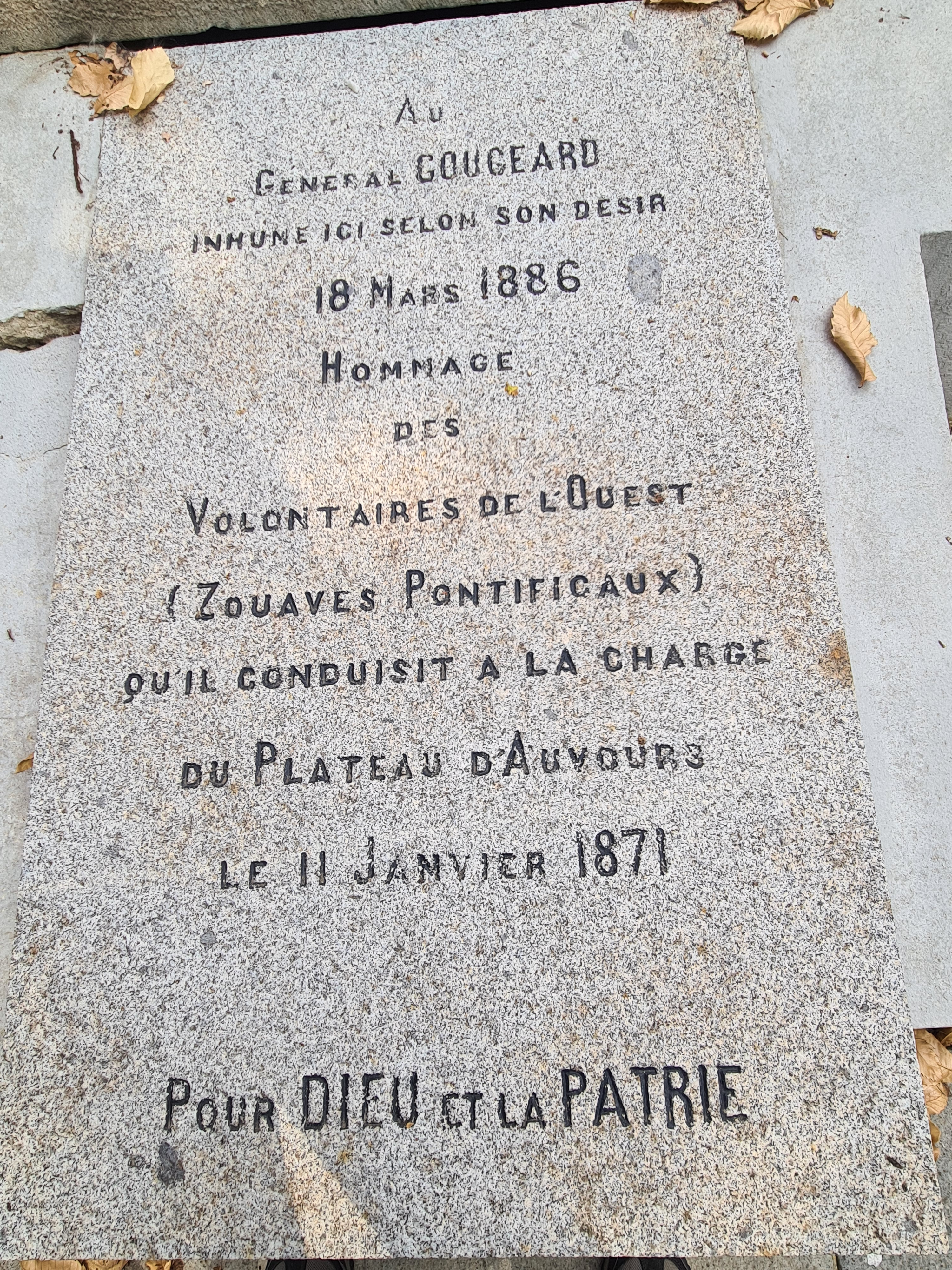
La tombe du général Gougeard
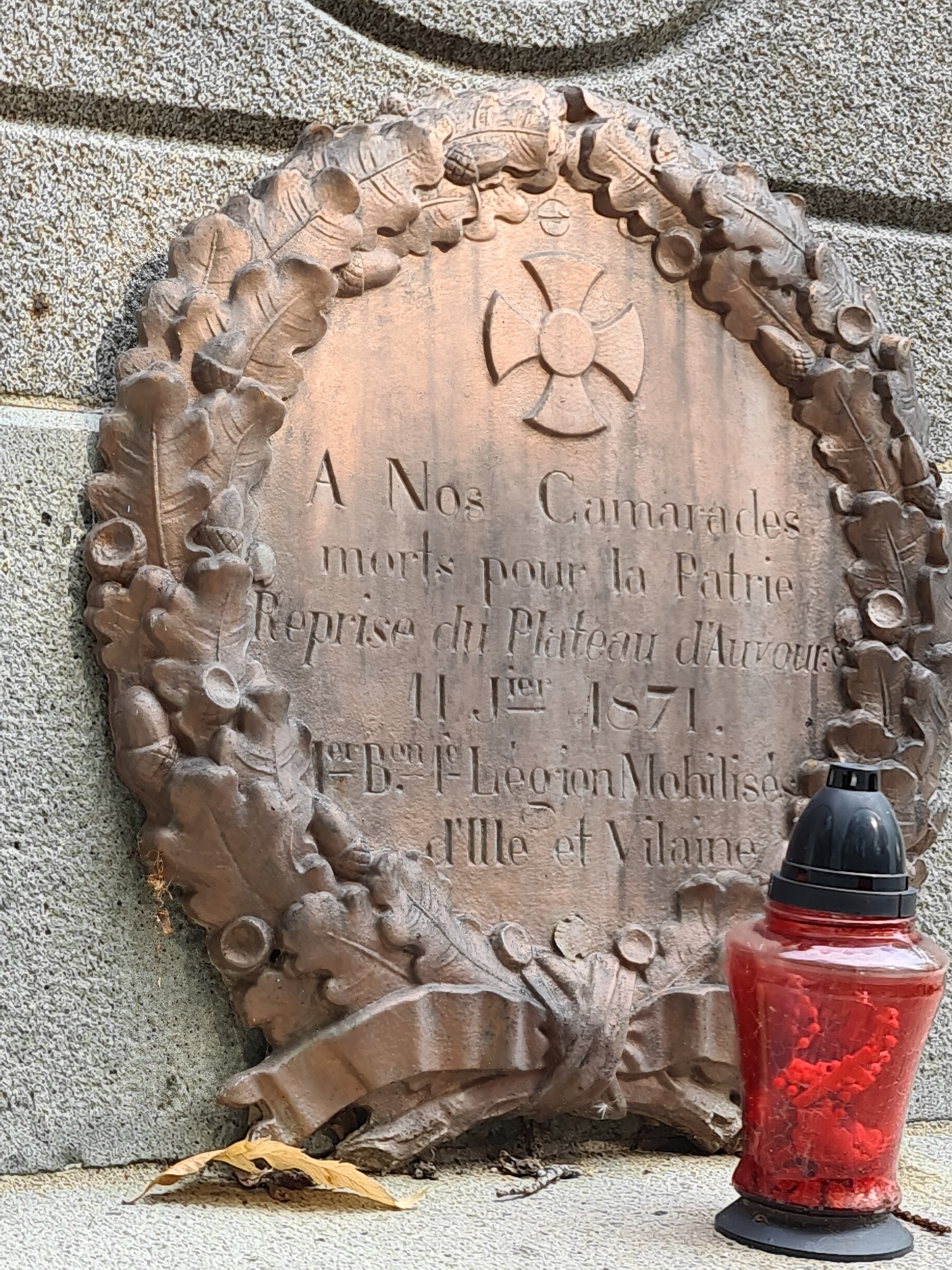
Mobilisés d'Ille et Vilaine
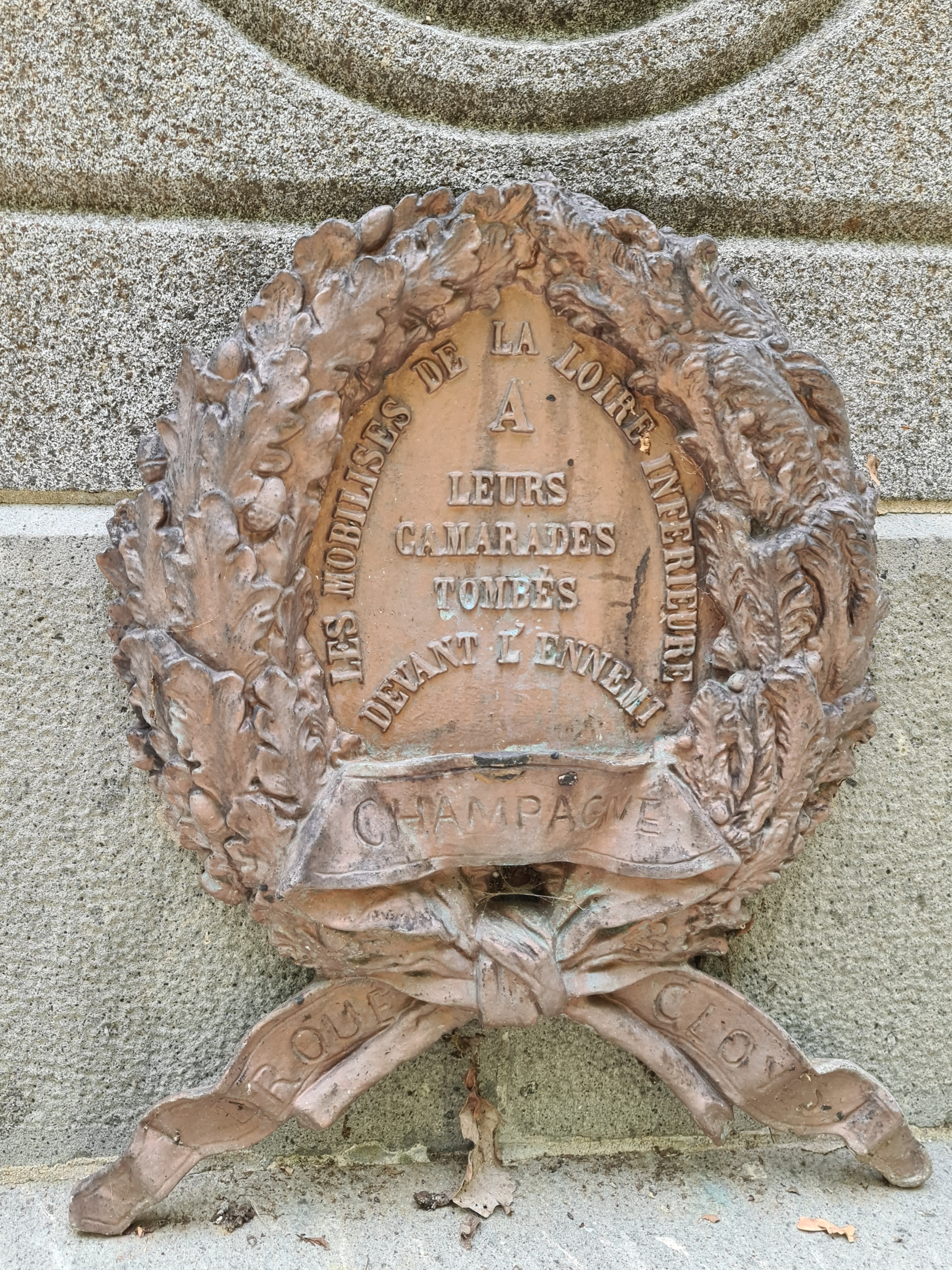
Mobilisés de la Loire-Inférieure
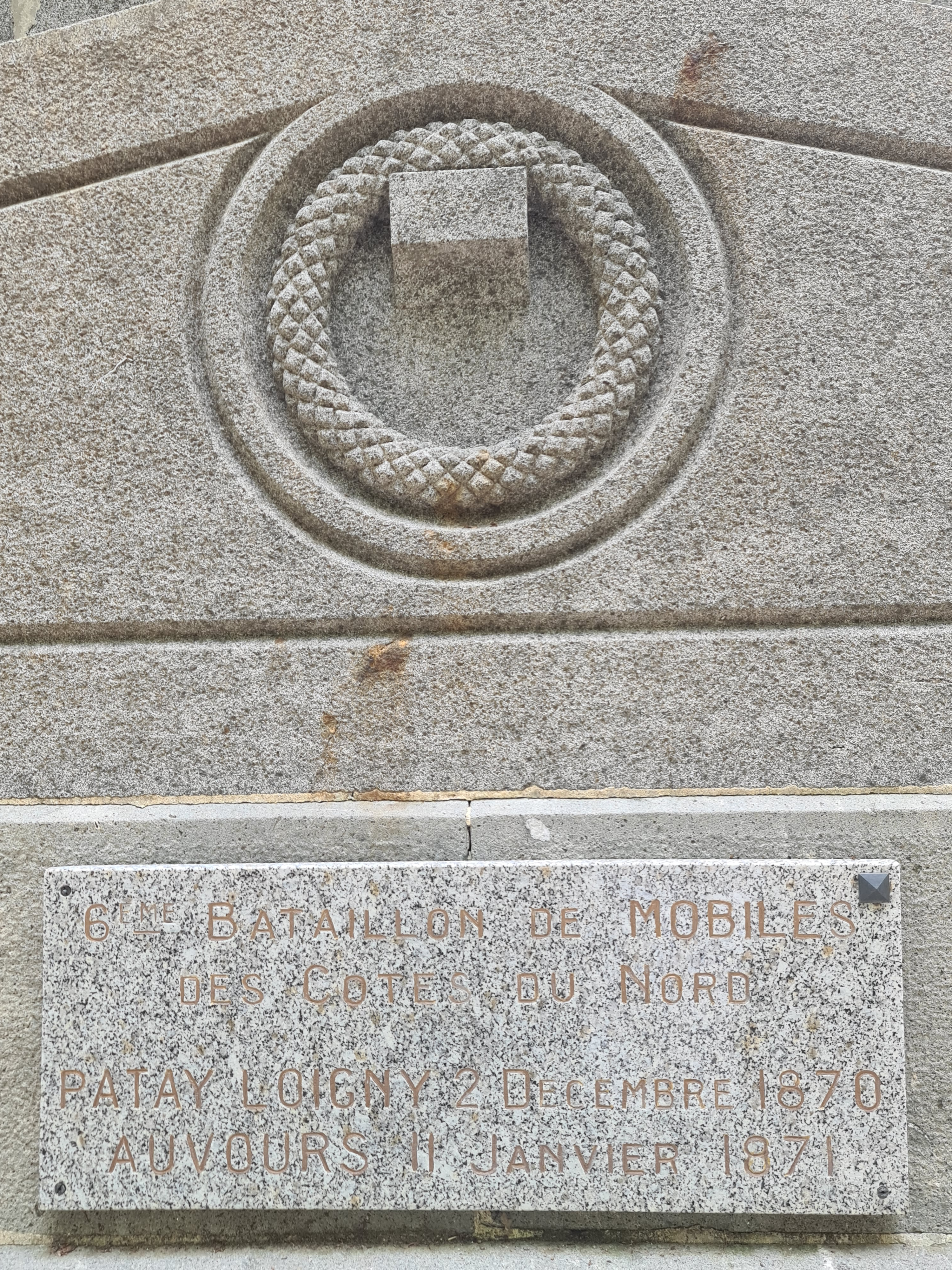
Mobilisés des Côtes-du-Nord

Le calvaire des zouaves pontificaux
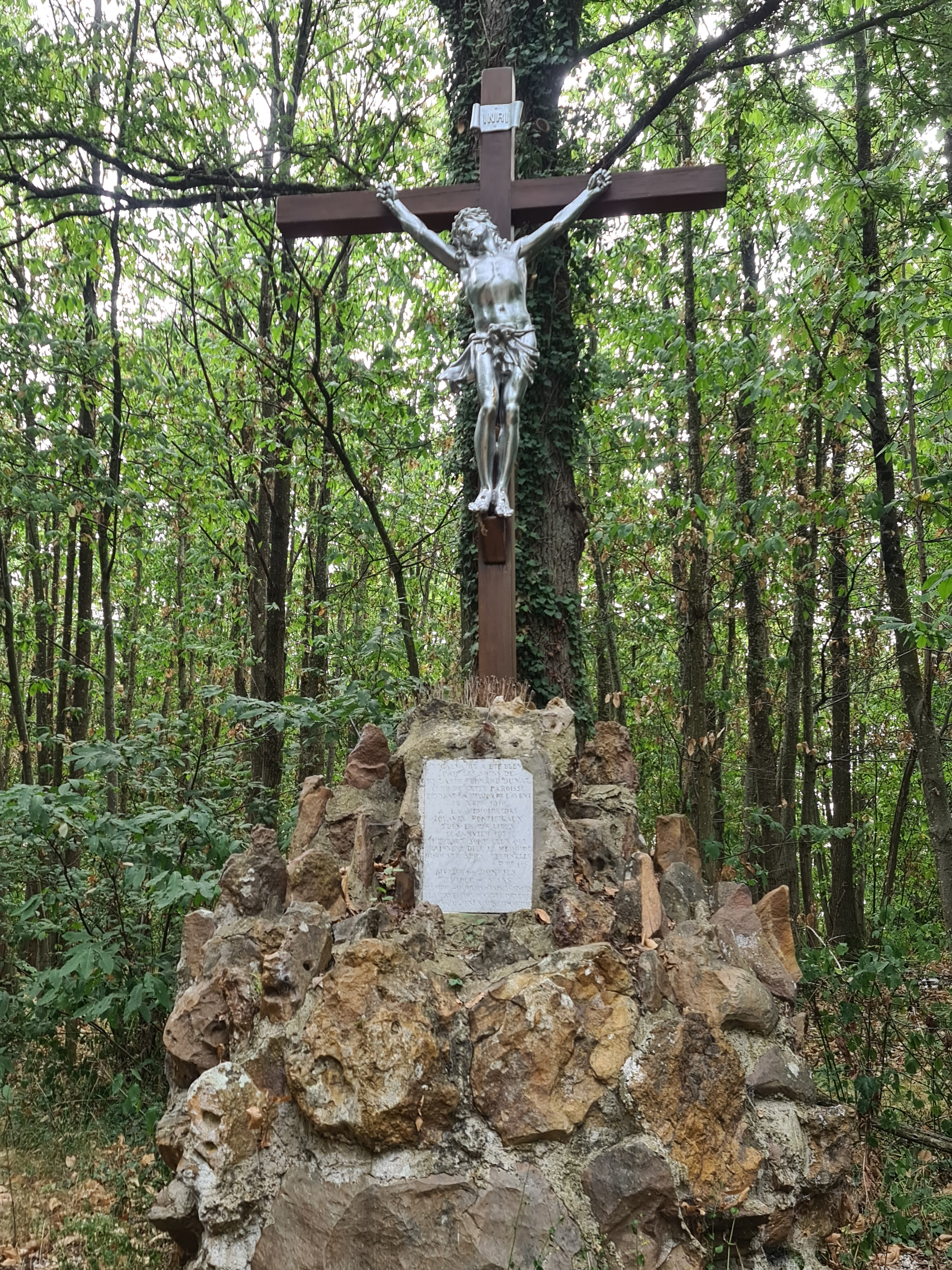
Le calvaire des zouaves pontificaux
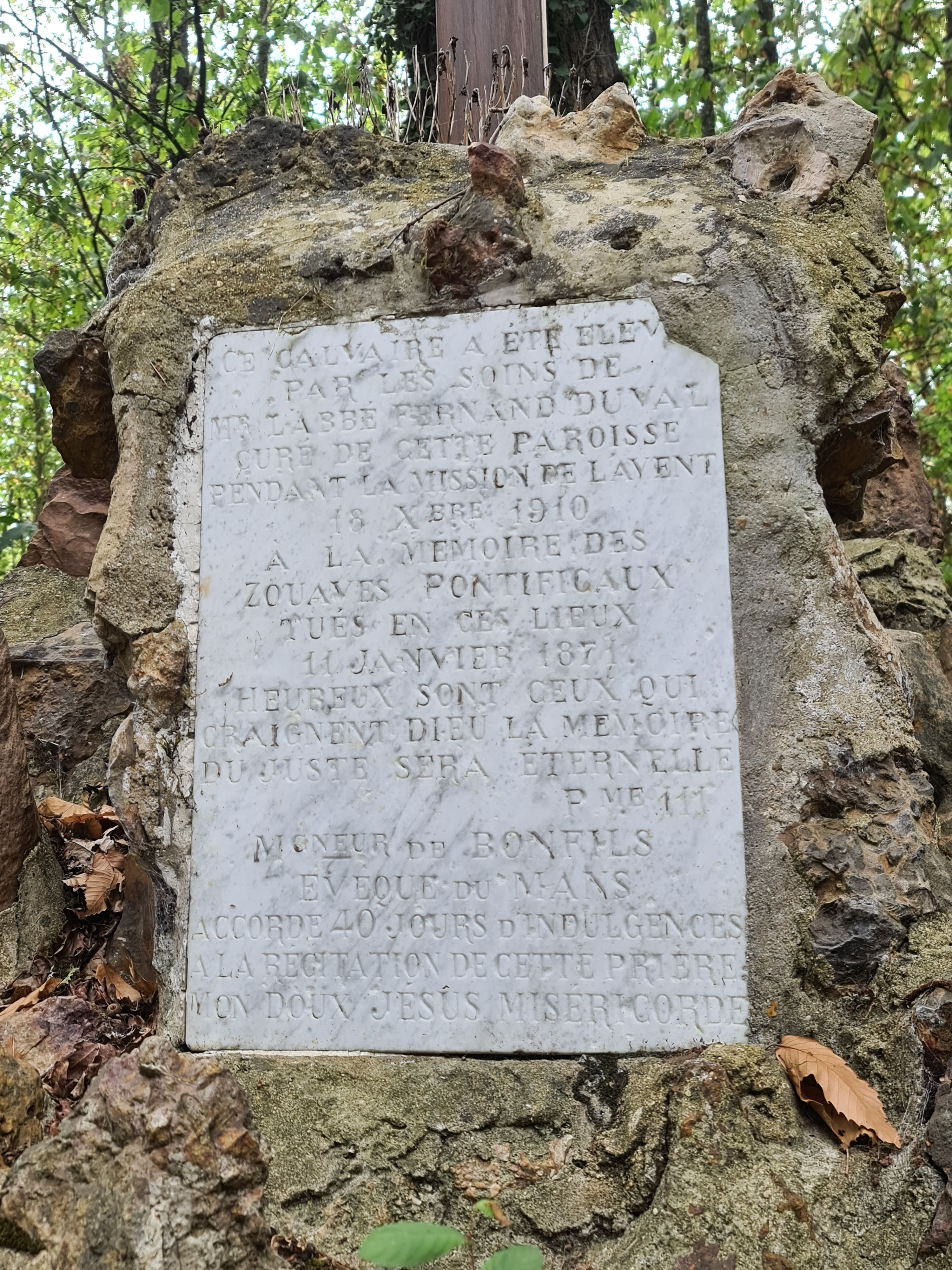
plaque évoquant son érection en 1910 et les indulgences accordées